# ديسكوغرافيا تروي سيفان
أصدر المغني الأسترالي تروي سيفان ألبوم أستديو واحد، إضافة إلى 4 ألبومات مصغرة، وألبوم ريمكس واحد، وألبوم مصور وحيد، و7 أغاني منفردة. في منتصف أغسطس 2014، أصدر سيفان أول ألبوم مصغر له من إنتاج شركة توزيع موسيقة كبرى، باسم تي آر إكس واي إي'، والذي احتل المركز الخامس في في قائمة بيلبورد 200 بالولايات المتحدة. الأغنية الرئيسة من الألبوم المصغر، "حبة السعادة الصغيرة" وصلت إلى المركز 10 في قائمة الأغاني المنفردة بأستراليا. في 4 سبتمبر 2015، أصدر تروي ثاني ألبوم مصغر له باسم جامح. وصدر أول ألبوم إستديو له في 4 ديسمبر 2015، باسم حي أزرق. والذي كانت فيه أغنيته المنفردة "شباب ضمن أعلى 40 أغنية في قائمة بيلبورد هوت 100 للمرة الأولى له.

## ألبومات

### ألبومات استوديو
| العنوان | تفاصيل الإصدار                                                                                         | مواقع بلوغ الذروة | مواقع بلوغ الذروة | مواقع بلوغ الذروة | مواقع بلوغ الذروة | مواقع بلوغ الذروة | مواقع بلوغ الذروة | مواقع بلوغ الذروة | مواقع بلوغ الذروة | مواقع بلوغ الذروة | مواقع بلوغ الذروة | الشهادات |
| العنوان | تفاصيل الإصدار                                                                                         | أستراليا          | كندا              | الدنمارك          | ألمانيا           | أيرلندا           | هولندا            | نيوزيلندا         | السويد            | المملكة المتحدة   | الولايات المتحدة  | الشهادات |
| ------- | --- | ----------------- | ----------------- | ----------------- | ----------------- | ----------------- | ----------------- | ----------------- | ----------------- | ----------------- | ----------------- | --- |
| حي أزرق | - تاريخ الإصدار: 4 ديسمبر 2015 - العلامة التجارية: إيمي، كابيتول - الصيغ: قرص مضغوط، إل بي, تنزيل رقمي | 6                 | 11                | 19                | 73                | 30                | 25                | 3                 | 10                | 43                | 7                 | - أريا: اسطوانة ذهبية - بي بي آي: اسطوانة فضية - جي إل إف: اسطوانة ذهبية - الاتحاد الدولي: اسطوانة ذهبية - آر آي أي أي: اسطوانة ذهبية |